# Жјер
Жјер (фр. Gières) насеље је и општина у источној Француској у региону Рона-Алпи, у департману Изер која припада префектури Гренобл.
По подацима из 2011. године у општини је живело 6201 становника, а густина насељености је износила 894,81 становника/km². Општина се простире на површини од 6,93 km². Налази се на средњој надморској висини од 216 метара (максималној 660 m, а минималној 205 m).

## Демографија
| 1962. | 1968. | 1975. | 1982. | 1990. | 1999. | 2011. |
| ----- | ----- | ----- | ----- | ----- | ----- | ----- |
| 1.846 | 2.801 | 3.346 | 4.005 | 4.373 | 6.127 | 6.201 |

График промене броја становника у току последњих година